# M/S Oosterdam

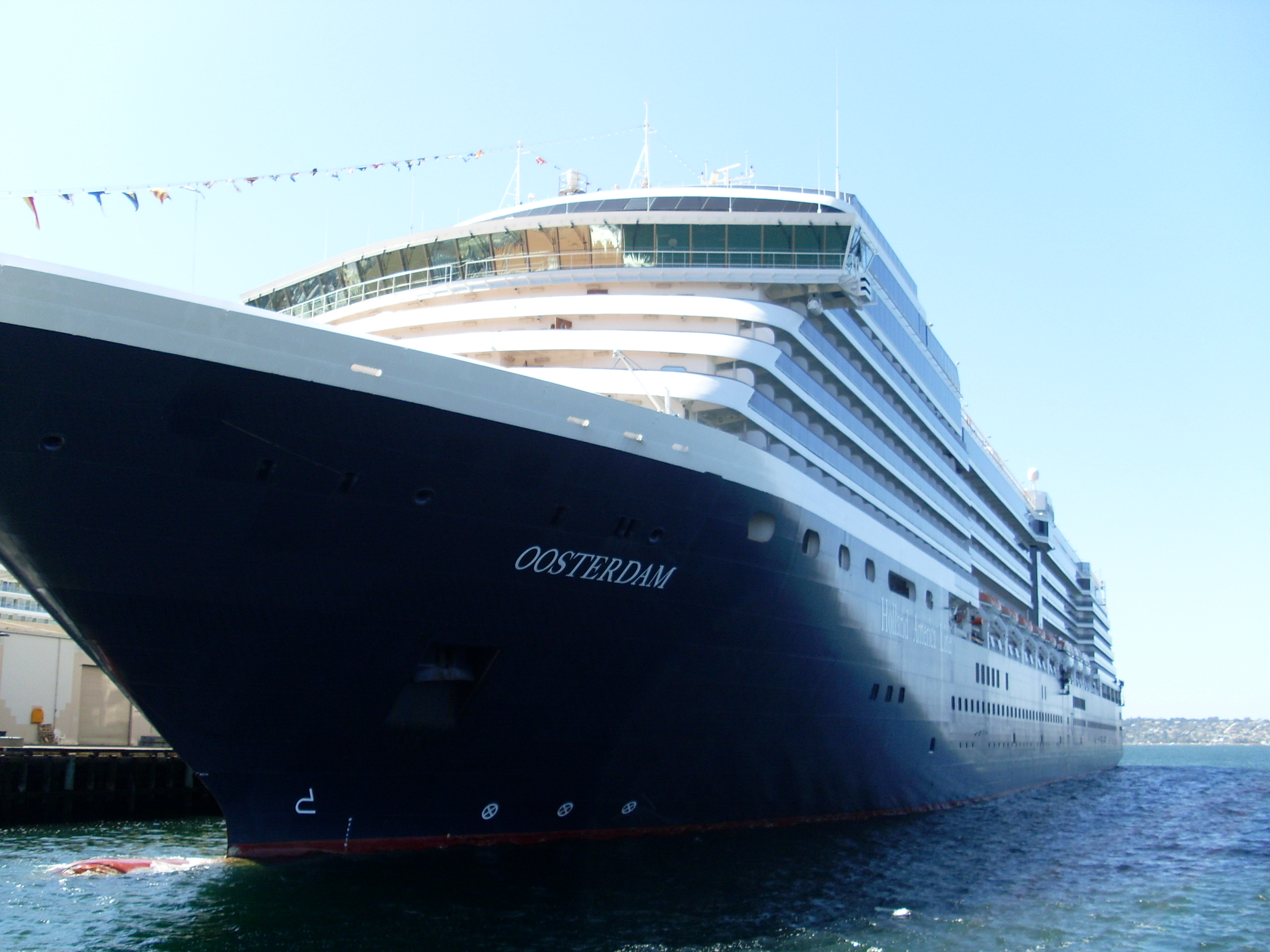
M/S Oosterdam i San Diego.

M/S Oosterdam är ett fartyg byggt år 2003.

## Historia
I juli 2003 levererades fartyget till Holland America Line. Den 29 juli samma år döptes fartyget. Sedan sattes fartyget i drift som kryssningsfartyg.